# Elektroprivreda Srbije
Elektroprivreda Srbije oder kurz EPS (serbisch-kyrillisch Електропривреда Србије/ЕПС, deutsch Elektrizitätswirtschaft Serbiens, englisch Electric power industry of Serbia) ist ein serbisches Energieversorgungsunternehmen.
Elektroprivreda Srbije ist zu 100 Prozent im Besitz des serbischen Staates. Gegründet wurde das Unternehmen am 1. Juli 2005 als Nachfolger der jugoslawischen JP Elektroprivreda Srbije. Der Konzern hat etwa 42.000 Beschäftigte und ist der größte Arbeitgeber in Serbien.
Im Jahr 2007 erzeugte der Konzern 38.897 Gigawattstunden Strom, von denen im Inland 28.749 GWh verkauft wurden. Außerdem förderte er 36.506.746 Tonnen Kohle. Die installierte Kraftwerksleistung beträgt in den Kohlekraftwerken 5.171 MW, in den Gas- und Ölkraftwerke 353 MW und in den Wasserkraftwerken (Laufwasserkraftwerke und Pumpspeicherkraftwerke) 2.831 MW. 

## Geschichte des Unternehmens
Im Jahr 1870 begann die Kohleförderung in Serbien. Vierzehn Jahre darauf wurde die erste elektrische Beleuchtung in Serbien im Militärischen Bürogebäude in Kragujevac eingerichtet. Am 6. Oktober 1893 begann das erste serbische Kraftwerk in Belgrad mit der Stromproduktion.
Das erste Wasserkraftwerk zur Produktion von Wechselstrom mit Namen Pod gradom in Užice am Fluss Đetinja ging 1900 an das Netz. Dieses Kraftwerk arbeitet heute noch. Die erste Überlandleitung vom Wasserkraftwerk Vučju nach Leskovac mit einer Länge von 17 km ging drei Jahre später in Betrieb. Im Jahr 1909 erfolgte der Bau der Wasserkraftwerke Gamzigrad bei Zaječar und Sveta Petka bei Niš. Das Wasserkraftwerk am Fluss Moravica bei Ivanjica nahm zwei Jahre darauf den Betrieb auf.
In Belgrad ging das Kraftwerk Snaga i svetlost 1933 in Betrieb, eines der größten auf dem Balkan zu jener Zeit. Die Gründung des Električno preduzeće Srbije (Stromproduzierender Betrieb Serbiens) folgte 1945. Zwischen 1947 und 1950 baute man die ersten Kraftwerke nach dem Zweiten Weltkrieg, das Wasserkraftwerk Sokolovica und die Kohlekraftwerke Mali Kostolac und Veliki Kostolac. 1952 begann der Übertageabbau des Kohlefeldes Kolubara. Vier Jahre später ging das Kohlekraftwerk Kolubara in Betrieb. Bereits ein Jahr zuvor gingen die Wasserkraftwerke Vlasina und Zvornik an das Stromnetz. 1960–1967 erfolgte der Bau der Wasserkraftwerke Bistrica, Kokin Brod und Potpeć.

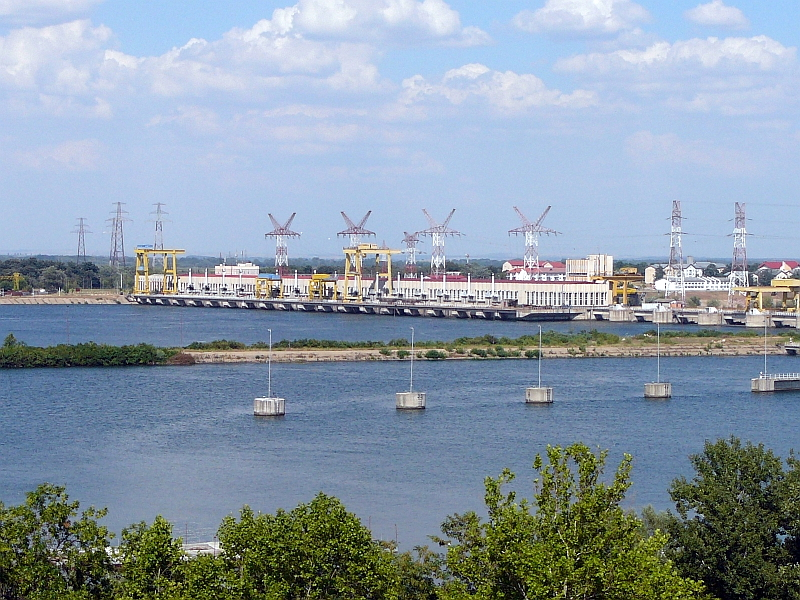
Das EPS-Wasserkraftwerk Đerdap

1965 wurde die Vereinigung Združeno elektroprivredno preduzeće Srbije (ZEPS) gegründet. Das Kohlekraftwerk Bajina Bašta begann ein Jahr später mit der Stromproduktion. Die beiden größten Kraftwerke in Serbien, das Wasserkraftwerk Đerdap am Eisernen Tor der Donau und das Kohlekraftwerk Nikola Tesla, gingen 1970 in Betrieb. Zwölf Jahre später wurde das Pumpspeicherwerk Bajina Bašta erbaut, 1990 dann das Wasserkraftwerk Pirot in Betrieb genommen. Ein Jahr danach wurde der staatliche Betrieb JP Elektroprivreda Srbije gegründet.
Während der NATO-Angriffe auf Serbien im Jahr 1999 wurden viele Kraftwerke stark beschädigt. Mit der Einrichtung der UNMIK-Verwaltung im Kosovo am 1. Juli 1999 verlor das Unternehmen den Zugriff auf die dortigen Kohlegruben und Kraftwerke. In der Unternehmensstatistik werden diese aber weiterhin als eigene Kapazitäten ausgewiesen, während die Produktionszahlen die Werte des Kosovo nicht berücksichtigen.
Nach einer Unterbrechung von 13 Jahren wurde JP EPS im Jahr 2004 wieder Mitglied des Europäischen Verbundnetzes UCTE. 2005 wurde JP EPS in zwei Gesellschaften getrennt, JP Elektroprivreda Srbije als Stromerzeuger und JP Elektromreža Srbije als Netzbetreiber.